# Abraham Kiptum
Abraham Kiptum (* 15. září 1989) je keňský vytrvalostní běžec, specializující se na dlouhé tratě. V současnosti je držitelem světového rekordu v půlmaratónském běhu časem 58:18 minut. Tohoto výkonu dosáhl dne 28. října 2018 ve Valencii. Předchozí světový rekord Eritrejce Zersenaye Tadeseho z roku 2010 překonal o 5 sekund.
Kiptum běhá také maratónské běhy, poprvé se na této trati objevil v Rabatu v roce 2015. V roce 2017 si v Amsterdamu zaběhl osobní rekord časem 2:05:26 hod.